# 삼성그룹
삼성그룹 혹은 삼성(三星, 영어: Samsung)은 대한민국에 본사를 둔 다국적 기업집단이다. 영문 표기는 SAMSUNG, Samsung이다.

## 개요
이병철 창업주가 삼성물산이라는 이름으로 자본금 3만 원(현재가치 3억 원)에 회사을 창업하여 현재의 삼성그룹으로 발전하였다. '삼성그룹'이라는 상호의 회사는 실제로 존재하는 것이 아니며, 삼성전자를 중심으로, 삼성물산, 삼성생명 등 다수의 자회사를 두고 있다. 공정거래위원회는 삼성전자와 그 계열사를 1987년 대규모 기업집단으로 지정하였다.
1938년에 이병철이 대구에서 삼성상회를 창립하였고 이후 삼성이라는 상호 아래 여러 계열사를 설립하면서 그 규모를 키웠으며, 1950년대 후반, 인수합병의 대표주자로 나서면서 오늘날 재계 서열 1위의 거대 기업집단으로 성장하였다. 또한 삼성그룹은 2013년 380조원 규모의 매출을 올렸다. 한국은행에 따르면 그해 대한민국의 명목 국내총생산(GDP)은 1,428조 원이었다. 해외 매출 비중이 훨씬 큰 삼성의 매출액은 GDP와 직접 비교하기 어렵지만, 그럼에도 삼성의 매출액이 대한민국 GDP의 26.6%나 차지한다는 점은 시사하는 바가 크다. 삼성의 수출은 2013년 1572억달러로 한국 전체 수출액 6171억 달러의 25%에 해당한다.
삼성그룹은 브랜드 파이낸스에서 선정하는 글로벌 브랜드가치순위 500대 기업에서 2018년 기준 4위에 올랐다. 브랜드 파이낸스는 매년 세계 기업의 브랜드가치를 평가하여 보고서를 작성, 브랜드가치 500대기업을 발표하고있는데, 브랜드 파이낸스는 2018년 삼성의 브랜드가치가 922달러(약 922원)의 가치를 지녔다고 평가했다.
2017년 2월 28일, 삼성 미래전략실(미전실)이 공식 해체됐다. 삼성은 이날로 ‘삼성그룹’이라는 이름도 더는 쓰지 않겠다며 ‘계열사 자율경영 체제’를 선언함으로써 '삼성그룹'은 공식적으로 해체되었다.

## 연혁

### 1938년~1969년: 창업

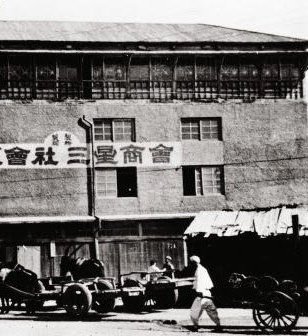
삼성상회

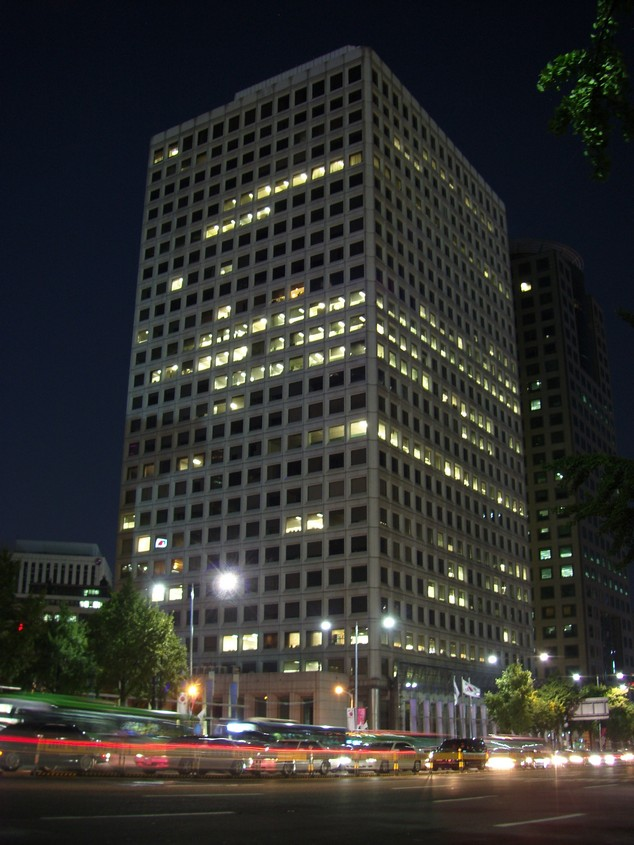
삼성그룹 태평로 사옥

- 1938년 3월: 삼성상회, 주식회사 삼성상회로 법인 등록
- 1948년 11월: 삼성물산공사 설립
- 1953년 8월: 제일제당(현 CJ제일제당) 설립
- 1954년 9월: 제일모직 (현 삼성물산 폐션부문) 설립
- 1957년 1월: 대한민국 최초로 사원공개 채용 실시
- 1958년 2월: 안국화재 (현 삼성화재) 인수
- 1963년 7월: 동화백화점(현 신세계백화점)과 동방생명 (현 삼성생명) 인수
- 1965년 9월: 중앙일보 창간
- 1965년 10월: 새한제지공업(현 한솔제지) 인수
- 1966년 9월: 사카린 밀수 사건으로 인해[2] 이병철 회장 은퇴 선언
- 1968년 2월: 이병철 경영 복귀
- 1968년 11월: 고려병원 (현 강북삼성병원) 개원
- 1969년 1월: 삼성전자공업 (현 삼성전자) 설립

### 1970년~1992년: 성장
- 1970년 1월: 삼성NEC (현 삼성SDI) 설립
- 1973년 1월: 제일기획 설립
- 1973년 5월: 임페리얼 (현 호텔신라) 설립
- 1978년 4월: 코리아엔지니어링 (현 삼성엔지니어링) 인수
- 1979년 1월: 삼성상회 (현 풍국면) 양도
- 1982년 2월: 삼성 라이온즈 야구단 창단
- 1985년 5월: 삼성데이타시스템 (현 삼성SDS) 설립
- 1987년 11월 19일 창업주 이병철 타계
- 1987년 12월: 이건희가 삼성그룹 2대 회장으로 취임
- 1988년 3월: 창업 50주년을 맞이하여 제2 창업 선언, KOCA카드 (현 삼성카드) 인수
- 1991년 11월: 신세계백화점, 전주제지 (현 한솔제지) 계열 분리
- 1992년 11월: 국제증권 (현 삼성증권) 인수

### 1993년~2009년: 신경영 선언
- 1993년 3월: 제2창업 5주년, 그룹 CI 변경 (타원 속 SΛMSUNG), 삼성종합건설이 작업하던 현장에서 구포역 열차 전복 사고 발생
- 1993년 7월: 제일제당 (현 CJ그룹) 계열 분리
- 1994년 11월: 삼성서울병원 개원
- 1995년 4월: 제일합섬 (현 도레이케미칼) 계열 분리
- 1995년 12월: 신공항고속도로(현 신공항하이웨이) 설립
- 1996년 11월: 삼성그룹이 성균관대학교 재단을 재인수
- 1999년 3월: 중앙그룹, 보광 등 9개로 계열 분리
- 2000년 9월: 삼성자동차가 르노에 매각
- 2004년 1월: 신공항하이웨이 매각
- 2008년 4월 22일 비자금이 적발되면서 이건희 회장 사퇴, 이수빈 삼성생명 회장이 삼성그룹의 대외대표를 겸하게 됨
- 2008년 11월: 태평로 사옥에서 서초사옥으로 그룹 사옥 이전

### 2010년~현재: 경영 복귀와 위기경영
- 2010년 3월: 이건희 경영 복귀
- 2012년 7월: 삼성전자 LCD사업부, 삼성모바일디스플레이, S-LCD가 합병하여 삼성디스플레이 출범
- 2013년 11월: 삼성에버랜드의 급식 식자재 사업을 분사하여 삼성웰스토리 출범, 건물관리사업은 에스원으로 편성
- 2013년 12월: 제일모직의 패션 사업을 삼성에버랜드에 양도, 삼성SNS가 삼성SDS에 흡수 합병
- 2014년 6월: 삼성석유화학이 삼성종합화학에 흡수 합병
- 2014년 11월: 삼성테크윈, 삼성종합화학 등 4개사, 한화그룹에 매각 결정
- 2015년 5월: 이재용, 삼성생명공익재단과 삼성문화재단 이사장에 선임
- 2015년 9월: 제일모직과 삼성물산 합병
- 2015년 10월: 삼성SDI 화학부문, 삼성정밀화학, 삼성BP화학 등 4개사 롯데그룹에 매각

### 모기업
방송 사업자 (현) JTBC (현) KBS 2TV (구) TBC 동양방송 (현) 채널A (현) KBS 2TV (구) DBS 동아방송

## 지배 구조
삼성은 지주회사가 없고, 그 지배구조를 파악하는 것은 다면적인 이해가 요구되는 기업이다. 이건희의 아들인 이재용이 삼성물산의 17.23%의 지분을 가진 대주주로, 지배구조에 가장 큰 영향력이 있다.
구체적으로 보면 이건희 일가가 삼성물산 지분 33.26%를 보유하고있으며, 이건희와 삼성물산은 삼성생명의 1, 2대주주이다. 삼성생명은 삼성전자를 비롯한 많은 계열사들의 지분을 가지고 있다. 삼성그룹은 순환출자를 유지해오다가 2018년 모두해소하였다. 순환출자 구조는 1970년대에 시작된 정부 주도하의 대기업 중심의 경제 성장 추진에서 불가피하게 만들어진 결과라고 보는 견해가 있다. 과세상의 몇 가지 문제와 조세포탈 등, 약간의 책임만 해결하면 오히려 삼성으로서는 출자·승계 구도를 완벽하게 합법화하고 법적으로 인정받게 된다.
순환출자 구조의 문제는 특정인이 보유한 주식 수 이상의 의결권을 행사한다는 점이다. 또 다른 문제점은 이 순환출자의 고리에 금융회사가 반드시 연관하는 점이다. 금융사 고객의 개인 투자금이나 예치한 돈을 대기업의 지배구조 강화에 사용하는 것이다. 보험회사의 자본구축구조와 차이가 있지만 은행의 경우 이론적으로는 고객의 예금을 사용해 기업지배를 할 수 있다. 그래서 미국에서는 은행의 기업지배를 제한한다. 이 법을 원용한 법이 '금융산업의 구조개선에 관한 법률'(금산법)이다. 1997년에 제정된 이 법은 금융회사가 계열사의 주식을 5%이상 갖지 못하게 되어 있다. 이 법에 따를 경우 기업에게 있어서 자본과 금융의 순환고리는 끊어지고 지배력이 불안정한 상태가 지속된다.
또 하나의 지적은 (그룹 내) 증여 과정에 있다. 삼성카드는 에버랜드 주식을 주당 10만원에 매입했는데 이재용 남매(이건희 일가 중)는 전환사채로 7700원의 가격으로 매입(증여)을 했다는 것이다. 2008년 ~ 2009년까지 삼성특검을 통해 재판이 진행되어 에버랜드 전환사채 발행 부분은 무죄, 신주발행 부분은 유죄로 마무리되었다.

### 이병철-이건희승계
1966년에 사카린 밀수 사건이 터지자 아버지 이병철은 잠시나마 장남인 이맹희에게 삼성그룹의 경영을 맡겼지만 기대에 미치지 못하자 6개월도 안 돼 물러나고 말았다. 삼성그룹의 대권이 장남인 이맹희가 아닌 3남 이건희에게 넘어간 것은 이병철과 이맹희의 갈등 때문이었다. 한국비료 밀수 사건에 뿌리를 둔 부자간의 불화는 3남 이건희의 대권 승계라는 결과로 이어졌다. 아버지와 불화를 겪으며 삼성에서 쫓겨난 이맹희는 대구와 부산 국내 산간벽지를 떠도는 생활을 한 것으로 알려졌다. 야당과 재야 단체에서는 사카린 밀수 사건의 진상 조사를 요구했고 이병철은 결국 사카린 밀수 사건으로 “모든 사업에서 손을 떼겠다”고 밝히고 사업에서 물러났다가 18개월 만인 1968년 2월에 다시 복귀하였다. 이때 장준하 등 야당인사는 박정희 등이 특정 재벌을 비호한다며 비판하기도 했고, 국회에서도 문제가 되기도 했다. 그러나 이병철은 주변의 반대와 비판을 극적으로 극복하고 다시 경영에 복귀하게 된다.

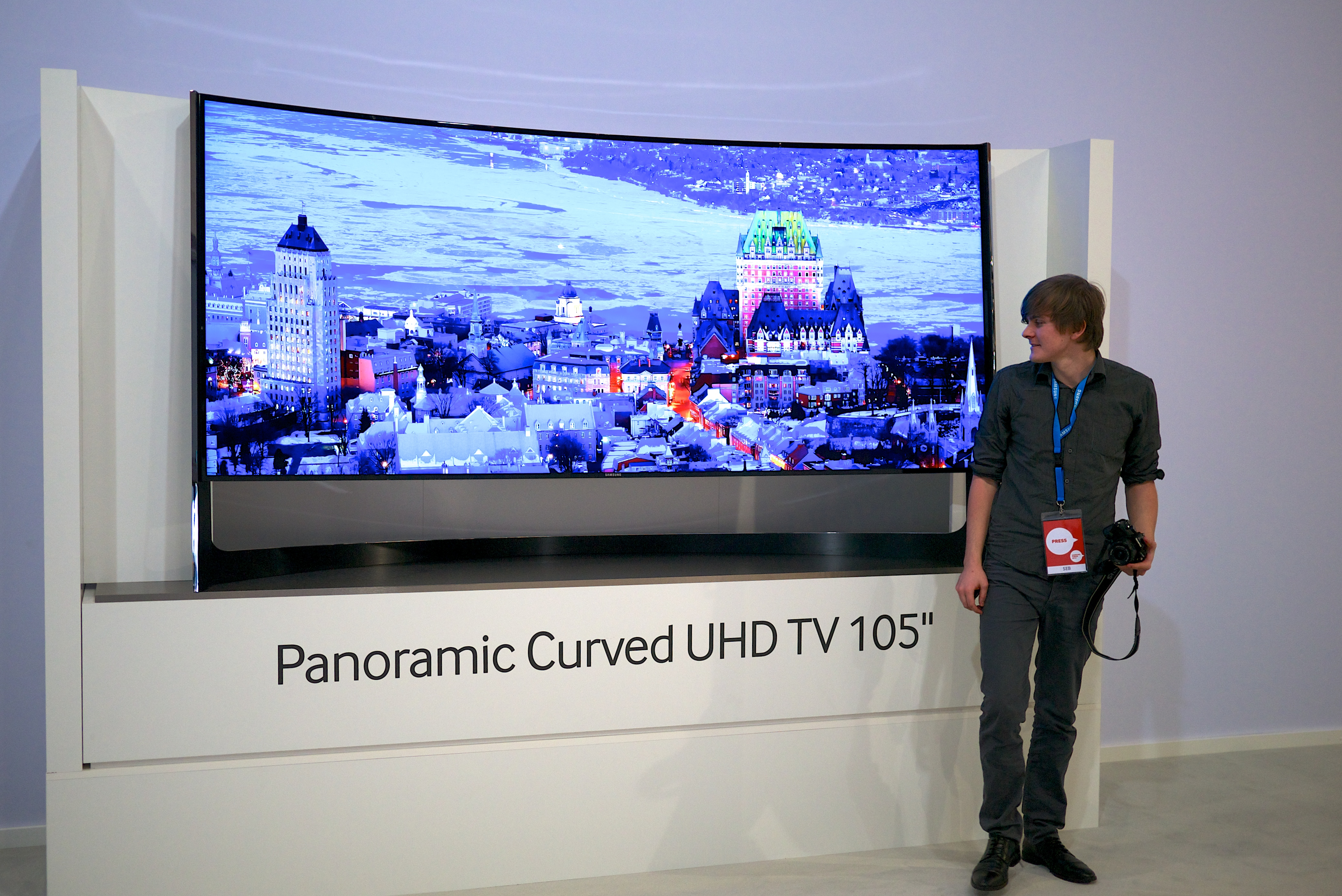

그러나 그 과정에서 아들인 이창희 등만이 처벌되고 이병철에게는 아무런 제재도 가해지지 않았다. 이 기간 중 사카린 밀수 사건을 수습하고 삼성그룹의 안정을 위해 노력하였다. 아버지 이병철이 삼성의 경영에 복귀한 뒤에는 1968년 삼성전자 부사장이 되었다.
그 뒤 이맹희는 후계자에서 밀려났고 아버지 사후 그룹이 셋째 아들 이건희에게로 승계되면서 이맹희는 1993년 제일비료 회장이 됐다. 1987년 9월에는 선데이 저널 등의 언론에 사카린 밀수 사건의 내막을 일부 공개하기도 했다. 삼성전자는 3남 이건희에게 상속되었고 장녀 인희는 전주제지를 상속받았으며 중앙일보는 사돈인 홍진기 계열에게 상속되었고, 제일제당은 장남 이맹희에게 상속되었다. 차남 이창희는 새한그룹을 창립하여 분가하였다.
2013년에는 이병철 선대회장의 상속재산을 둘러싸고 이맹희와 이건희는 법정다툼을 벌였다. 이건희에 따르면 이맹희는 '30년전에 자신을 군대에 고소하고 아버지를 형무소에 넣겠다고 하고 청와대 그 시절에 박정희 대통령한테 고발했다가 가문에서 이미 퇴출당한 양반'이라며, '자기 입으로는 장남이다 그러지만 이미 아버지께서 "맹희는 완전히 내 자식 아니다"라고 못 박았으며, 지금도 자신을 포함해서 누구도 장남이라고 생각하는 사람이 없다'고 주장하였다. 이 소송에서 법원은 상속회복 청구권의 소멸시효가 지났고 재산의 동일성을 인정할 수 없다는 이유로 이건희 회장의 손을 들어줬다. 이맹희는 이어 항소를 했으나 2심에서도 패소하였다.

## 사명과 로고
이병철이 직접 지은 삼성(三星)이라는 사명은 1938년 삼성상회를 설립하면서 처음 사용되었다. 흔히들 생각하는 3개의 별은 "관련이 없다"는 것이 그룹의 공식입장이다. 뒤이어 삼성그룹 내에서 자주 쓰이던 사명인 제일(第一)이라는 사명은 1953년 제일제당을 설립하면서 처음으로 사용되었다. 이병철이 "아무도 따라오지 못하게 하라. 흉내조차 내지 못하게 하라"며 평소 자주하던 말에서 온 것으로 알려졌다.
|               |
| 별표국수 로고 |

|                                             |
| 1993년부터 2022년까지 사용된 로고 (SΛMSUNG) |

|                                                |
| 2015년부터 삼성전자가 쓰고 있는 로고 (SΛMSUNG) |

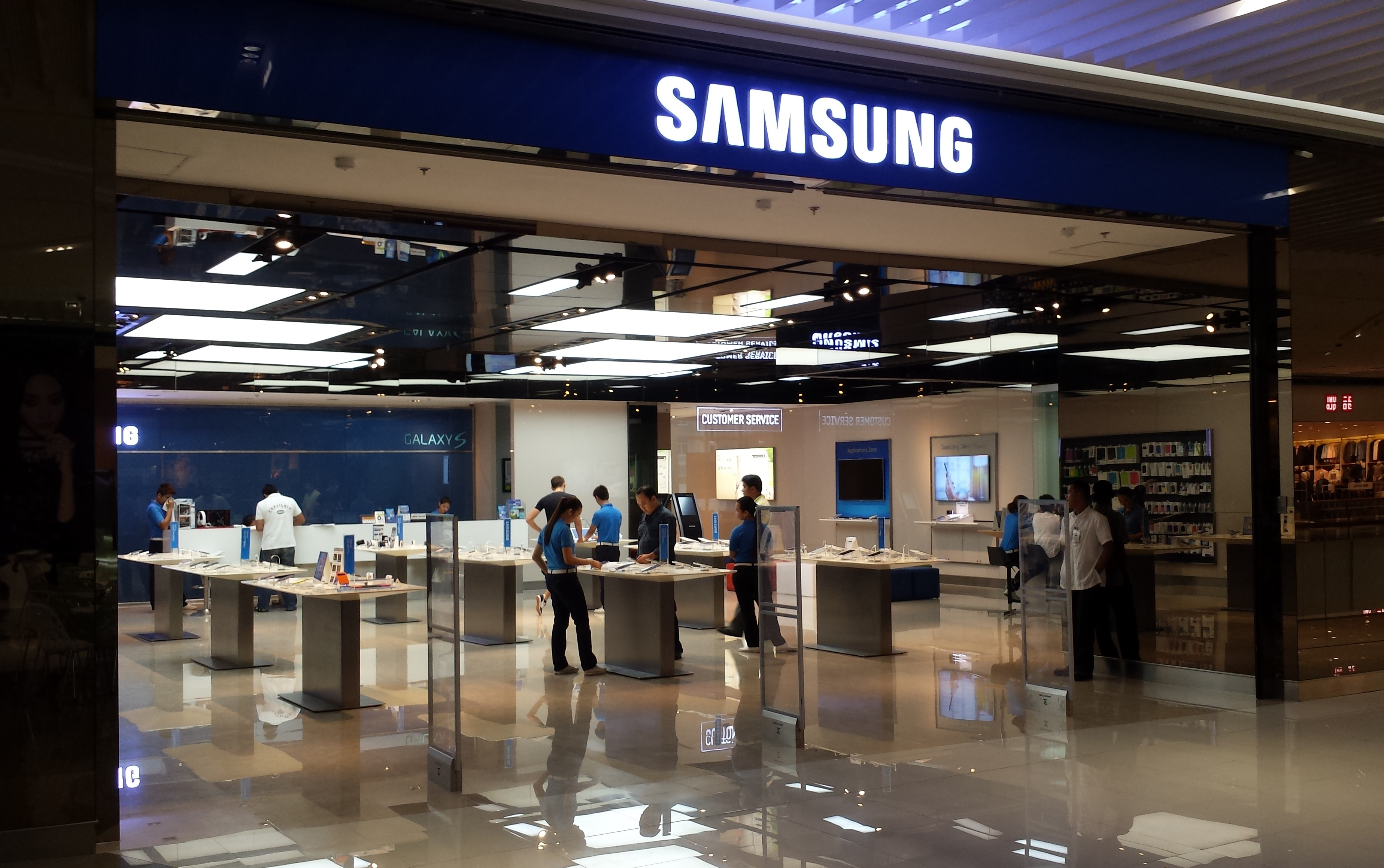

1938년, 이병철은 삼성상회를 운영하면서 '별표국수' 로고를 처음 붙였다. 이 별표국수 로고에는 별이 세개가 있으며 한글로 별표국수란 표기가 붙어 일반인들이 한글과 함께 별 모양의 로고를 쉽게 인지할 수 있도록 했다. 이 로고는 1958년 교체될 때까지 사용되었다. 1969년부터는 삼성이 전자와 중화학공업으로 본격 진출하기 시작했다. 이 시기에 삼성은 영문으로 된 로고를 사용하기 시작했다. 삼성 로고 옆에는 별 3개와 한글로 '삼성'이라고 쓴 마크를 표기했다. 이 로고는 1979년까지 사용되었다. 1980년대 말부터는 삼성전자의 가전제품을 비롯한 전자제품이 본격 성장하면서 삼성의 브랜드가 정체성을 확립하기 시작했다. 당시 삼성은 별 3개를 형상화한 마크에 영문으로 표기했고, 이 로고는 1992년까지 사용됐다.
이후, 이건희가 1993년 신경영을 선포하면서 지금의 오벌 마크를 공개했다. 이 마크는 미국 L&M이 제작한 것으로, 세계화와 단일 브랜드에 대한 의지를 표현함과 더불어 21세기를 향해 세계 초일류 기업으로 발전하려는 그룹의 장기 경영전략을 반영해 탄생한 작품이다. 삼성그룹은 오벌 마크가 유연성과 단순함을 강조해 고객지향적인 의지와 신뢰성, 첨단산업의 이미지를 현대적인 감각으로 표현했고, 우상향하고 있는 타원은 희망찬 미래를 향한 비상을 의미하며 타원 내에 'S'와 'G' 문자의 뚫린 부분은 세계를 향해 열린 마음으로 소통하고자 하는 삼성인의 염원과 의지를 표현했다는 의미를 담고있다고 밝혔다. 오벌마크는 2005년에 경영 및 매체환경의 변화에 유연하게 대응하기 위해 자간과 형태를 미세하게 수정한 바 있다.
1993년부터 타원형(오벌) 마크가 사용되었으나, 2022년 이후에는 사용이 중단되었으며, 현재에도 그 흔적이 일부 남아 있다.

## 계열사
삼성그룹은 2022년 현재 자산총액 914조원으로서, 독점규제 및 공정거래에 관한 법률 제14조에서 규정하는 상호출자제한기업집단(1위)이다. 삼성그룹의 동일인은 이재용 회장이며, 삼성그룹에 속하는 회사는 삼성물산을 비롯하여 아래와 같다. 사실상 삼성물산이 지주회사이다.
| 계열회사명                               | 계열회사명                                      | 업종                                            | 설립일           |
| ---------------------------------------- | ----------------------------------------------- | ----------------------------------------------- | ---------------- |
| 전자 부문                                |                                                 |                                                 |                  |
| 삼성전자                                 | 삼성전자                                        | 전자부품, 컴퓨터, 영상, 음향 및 통신장비 제조업 | 1969년 1월 13일  |
|                                          | 삼성전자판매                                    | 가전제품 소매업                                 | 1996년 7월 11일  |
| 삼성전자로지텍                           | 창고 및 운송관련 서비스업                       | 1998년 4월 1일                                  |                  |
| 삼성전자서비스                           | 수리업                                          | 1998년 10월 27일                                |                  |
| 세메스                                   | 기타 기계 및 장비 제조업                        | 1993년 1월 4일                                  |                  |
| 스테코                                   | 전자부품, 컴퓨터, 영상, 음향 및 통신장비 제조업 | 1995년 6월 30일                                 |                  |
| 삼성SDI                                  | 삼성SDI                                         | 전자부품, 컴퓨터, 영상, 음향 및 통신장비 제조업 | 1970년 1월 20일  |
|                                          | SD플렉스                                        | 전자부품, 컴퓨터, 영상, 음향 및 통신장비 제조업 | 2004년 10월 18일 |
| 삼성전기                                 | 삼성전기                                        | 기타 전자부품 제조업                            | 1973년 11월 1일  |
|                                          | 스템코                                          | 고집적 회로 필름 제조업                         | 1995년 3월 24일  |
| 삼성SDS                                  | 삼성SDS                                         | 컴퓨터 프로그래밍 서비스업                      | 1985년 5월 1일   |
|                                          | 크레듀                                          | 교육 서비스업                                   | 2000년 5월 4일   |
| 오픈타이드코리아                         | 기타 전문, 과학 및 기술 서비스업                | 2000년 6월 1일                                  |                  |
| 미라콤아이앤씨                           | 컴퓨터 프로그래밍, 시스템 통합 및 관리업        | 1998년 12월 8일                                 |                  |
| 누리솔루션                               | 컴퓨터 프로그래밍, 시스템 통합 및 관리업        | 2000년 1월 28일                                 |                  |
| 에스코어                                 | 컴퓨터 프로그래밍, 시스템 통합 및 관리업        | 2007년 5월 17일                                 |                  |
| 오픈핸즈                                 | 자회사형 장애인 표준 사업장                     | 2010년 10월 15일                                |                  |
| 시큐아이                                 | 컴퓨터 프로그래밍, 시스템 통합 및 관리업        | 2000년 3월 20일                                 |                  |
| 삼성디스플레이                           | 삼성디스플레이                                  | 평판 디스플레이 제조업                          | 2012년 7월 1일   |
|                                          | SU머티리얼스                                    | 화학물질 및 화학제품 제조업                     | 2011년 8월 24일  |
| 삼성코닝어드밴스드글라스                 | 삼성코닝어드밴스드글라스                        | 비금속 광물제품 제조업                          | 2012년 4월 27일  |
|                                          | 글로벌텍                                        | 기타 기계 및 장비 제조업                        | 1998년 11월 3일  |
| 금융 부문                                |                                                 |                                                 |                  |
| 삼성생명                                 | 삼성생명                                        | 보험 및 연금업                                  | 1957년 5월 5일   |
|                                          | 삼성생명서비스손해사정                          | 금융 및 보험 관련 서비스업                      | 2000년 1월 19일  |
| 삼성SRA자산운용                          | 금융업                                          | 2012년 11월 19일                                |                  |
| 삼성자산운용                             | 금융업                                          | 1998년 9월 15일                                 |                  |
| 생보부동산신탁                           | 금융업                                          | 1998년 12월 8일                                 |                  |
| 생보제일호위탁관리부동산투자회사         | 부동산 임대업                                   | 2011년 10월 13일                                |                  |
| 삼성화재                                 | 삼성화재                                        | 금융 및 보험 관련 서비스업                      | 1952년 1월 26일  |
|                                          | 삼성화재손해사정서비스                          | 금융 및 보험 관련 서비스업                      | 1998년 10월 15일 |
| 애니카자동차손해사정서비스               | 금융 및 보험 관련 서비스업                      | 1996년 1월 30일                                 |                  |
| 삼성카드                                 | 삼성카드                                        | 금융업                                          | 1983년 3월 24일  |
|                                          | 삼성카드고객서비스                              | 그외 기타 금융지원 서비스업                     | 2013년 12월 13일 |
| 삼성증권                                 | 삼성증권                                        | 금융 및 보험 관련 서비스업                      | 1982년 10월 19일 |
|                                          | 삼성선물                                        | 금융 및 보험 관련 서비스업                      | 1992년 11월 10일 |
| 삼성벤처투자                             | 삼성벤처투자                                    | 금융업                                          | 1999년 10월 8일  |
| 올앳                                     | 올앳                                            | 기타 전문, 과학 및 기술 서비스업                | 2000년 3월 3일   |
| 중공업·건설 부문                         |                                                 |                                                 |                  |
| 삼성중공업                               | 삼성중공업                                      | 선박 건조, 건설업                               | 1974년 8월 5일   |
|                                          | 대정해상풍력발전                                | 전기, 가스, 증기 및 공기조절 공급업             | 2012년 9월 5일   |
| 정암풍력발전                             | 전기, 가스, 증기 및 공기조절 공급업             | 2013년 1월 29일                                 |                  |
| 삼성물산 건설부문                        | 삼성물산 건설부문                               | 건설업                                          | 1995년 12월 31일 |
|                                          | 씨브이네트                                      | 통신 공사업                                     | 2000년 4월 6일   |
| 송도랜드마크시티                         | 부동산 개발 및 공급업                           | 2006년 11월 13일                                |                  |
| 삼성E&A                                  | 삼성E&A                                         | 엔지니어링 서비스업                             | 1978년 10월 19일 |
| 생명공학 부문                            |                                                 |                                                 |                  |
| 삼성바이오로직스                         | 삼성바이오로직스                                | 의료용 물질 및 의약품 제조업                    | 2011년 4월 22일  |
|                                          | 삼성바이오에피스                                | 연구개발업                                      | 2012년 2월 28일  |
| 삼성메디슨                               | 삼성메디슨                                      | 의료, 정밀, 광학기기 및 시계 제조업             | 1985년 7월 2일   |
| 레이                                     | 레이                                            | 의료, 정밀, 광학기기 및 시계 제조업             | 2004년 10월 6일  |
| 서비스 부문                              |                                                 |                                                 |                  |
| 삼성물산 상사부문                        | 삼성물산 상사부문                               | 상품 중개업                                     | 1938년 3월 22일  |
| 삼성물산 패션부문                        | 삼성물산 패션부문                               | 패션업                                          | 1954년 9월 15일  |
|                                          | 제일패션리테일                                  | 가방 및 기타 가죽제품 소매업                    | 2011년 11월 25일 |
| 네추럴나인                               | 의류 제조 및 판매업                             | 2012년 8월 27일                                 |                  |
| 삼성물산 리조트건설부문                  | 삼성물산 리조트건설부문                         | 오락관련, 스포츠, 건설 서비스업                 | 1963년 12월 23일 |
| 호텔신라                                 | 호텔신라                                        | 면세유통 및 호텔서비스업                        | 1973년 5월 9일   |
| 제일기획                                 | 제일기획                                        | 광고 대행업                                     | 1973년 1월 17일  |
|                                          | 하쿠호도제일                                    | 광고 대행업                                     | 1989년 12월 4일  |
| 에스원                                   | 에스원                                          | 사업지원 서비스업                               | 1977년 11월 28일 |
|                                          | 에스원CRM                                       | 사업지원 서비스업                               | 2010년 12월 1일  |
| 휴먼TSS                                  | 사업지원 서비스업                               | 2010년 1월 28일                                 |                  |
| 삼성글로벌리서치                         | 삼성글로벌리서치                                | 경영컨설팅 및 공공관계 서비스업                 | 1986년 7월 1일   |
| 삼성웰스토리                             | 삼성웰스토리                                    | 푸드서비스 및 식재료유통업                      | 2013년 12월 1일  |
| 교육·의료 부문                           |                                                 |                                                 |                  |
| 성균관대학교 (학교법인 성균관대학)       | 성균관대학교 (학교법인 성균관대학)              | 고등교육                                        | 1946년 9월       |
| 삼성의료원                               | 삼성의료원                                      | 의료                                            | 1994년 11월 9일  |
| 삼성서울병원                             |                                                 | 의료                                            | 1994년 11월 9일  |
| 강북삼성병원                             | 강북삼성병원                                    | 의료                                            | 1968년 11월 2일  |
| 성균관대학교 삼성창원병원                | 성균관대학교 삼성창원병원                       | 의료                                            | 1981년 3월 16일  |
| 충남삼성고등학교 (학교법인 충남삼성학원) | 충남삼성고등학교 (학교법인 충남삼성학원)        | 중등교육                                        |                  |
| 스포츠단                                 |                                                 |                                                 |                  |
| 삼성 라이온즈 야구단                     | 삼성 라이온즈 야구단                            | 기타 스포츠 서비스업 (야구)                     | 1982년 3월 5일   |
| 수원 삼성 블루윙즈 축구단                | 수원 삼성 블루윙즈 축구단                       | 기타 스포츠 서비스업 (축구)                     |                  |
| 삼성 썬더스 농구단                       | 삼성 썬더스 농구단                              | 기타 스포츠 서비스업 (농구)                     |                  |
| 삼성화재 블루팡스 배구단                 | 삼성화재 블루팡스 배구단                        | 기타 스포츠 서비스업 (배구)                     |                  |
| 삼성 블루밍스 여자농구단                 | 삼성 블루밍스 여자농구단                        | 기타 스포츠 서비스업 (농구)                     |                  |
| 삼성생명 탁구단                          | 삼성생명 탁구단                                 | 기타 스포츠 서비스업 (탁구)                     |                  |
| 삼성생명 레슬링단                        | 삼성생명 레슬링단                               | 기타 스포츠 서비스업 (레슬링)                   |                  |
| 삼성에스원 태권도단                      | 삼성에스원 태권도단                             | 기타 스포츠 서비스업 (태권도)                   |                  |
| 삼성전자 육상단                          | 삼성전자 육상단                                 | 기타 스포츠 서비스업 (육상)                     |                  |
| 삼성전자 승마단                          | 삼성전자 승마단                                 | 기타 스포츠 서비스업 (승마)                     |                  |
| 삼성전기 배드민턴단                      | 삼성전기 배드민턴단                             | 기타 스포츠 서비스업 (배드민턴)                 |                  |

### 50% 이상 출자회사 현황
- 삼성전자: 스테코(51%), 세메스(91.5%), 삼성전자서비스(99.3%), 삼성전자판매(100%), 삼성전자축구단(100%), 삼성전자로지텍(100%), 삼성디스플레이(84.8%), 삼성메디슨(68.5%)
- 삼성SDI: 에스디플렉스(50%)
- 제일모직: 콜롬보코리아(100%), 네추럴나인(51%) 삼성웰스토리(50%)
- 삼성중공업: 대정해상풍력발전(50.1%), 정암풍력발전(50%)
- 에스원: 휴먼티에스에스(100%), 에스원CRM(93.4%)
- 삼성SDS: 오픈타이드코리아(72.6%), 에스코어(94.8%),오픈핸즈(100%), 미라콤아이앤씨(100%), 누리솔루션(100%), 시큐아이(56.5%)
- 삼성생명보험: 생보부동산신탁(50%), 삼성생명서비스손해사정(99.8%), SRA자산운용(100%)
- 삼성화재해상보험: 삼성화재손해사정서비스(99.9%), 애니카자동차손해사정(100%)
- 삼성증권: 삼성자산운용(65.3%), 삼성선물(51%)
- 삼성카드: 삼성카드고객서비스(100%)
- SVIC 6호: 레이(64.6%),
- 삼성바이오로직스: 삼성바이오에피스(88.2%),
- 삼성디스플레이: 삼성코닝어드밴드스글래스(50%), 에스유머터리얼스(50%)
- 성균관대학교: 인문사회과학캠퍼스(서울특별시), 자연과학캠퍼스(경기도 수원시) / 이원화

## 이전 계열사
- 풍국면 (구 삼성상회) 1938년에 대구에 삼성상회를 개업을 하였다. 별표국수를 출시하였다 1940년 삼성상회를 법인등록으로 설립하였다. 1979년 별표 국수를판매를 한 삼성상회를 대구에 있는 풍국면으로 양도하였다
- 신세계 (신세계백화점): 1930년 10월 24일 일본의 미쓰코시 경성점을 개업했다. 해방 이후 동화백화점으로 영업하다가, 1963년에 삼성그룹으로 인수되어 상호를 신세계백화점으로 바꾸었다. 이후, 1991년에 삼성그룹에서 독립을 시작하였으며, 1997년에 완전히 계열 분리되었다. 분리 후, 신세계그룹으로 재출범시켜 유통, 패션사업 활동 중이다. 신세계그룹의 회장은 삼성그룹 창업주 이병철의 딸 이명희다.
- 한솔제지 (구 전주제지): 1965년 1월 새한제지공업으로 시작하였다. 같은 해 10월 이병철이 인수하여, 1968년 전주제지로 개칭했다. 1991년 삼성그룹에서 분리, 독립경영체제를 구축하겠다고 선언. 분리 후, 한솔제지로 개칭하고 한솔제지를 모태로 하여 한솔그룹을 출범시켜 제지, 화학사업을 영위 중이다. 한솔그룹의 회장은 삼성그룹 창업주 이병철의 외손자 조동길이다.
- CJ제일제당 (구 제일제당): 1953년에 설립된 삼성의 계열사 제일제당으로 개업. 1993년에 제일제당건설, 제일씨앤씨, 제일냉동식품, 제일선물과 함께 삼성에서 독립을 시작하였고, 1996년 제일제당그룹을 출범하였고, 1997년에 완전히 계열 분리되었다. 2002년 그룹명을 CJ그룹으로 변경하여 식품, 유통, 미디어 분야의 사업 중이다. CJ그룹의 회장은 삼성그룹 창업주 이병철의 손자 이재현이다.
- 도레이케미칼 (구 제일합섬): 1972년 제일모직 경산공장에서 미쓰이, 도레이 등 일본 자본과 합작형태로 제일합섬으로 설립되었다. 1995년에 삼성에서 분리, 1997년 제일합섬에서 새한으로 사명을 변경하고, 이창희의 새한미디어그룹을 확장하여 새한그룹을 공식 출범시켰다. 그러나 의류, 미디어사업의 규모를 무리하게 확장하였다가 현재는 매각되거나 청산했다. 새한그룹의 중심이였던 새한은 2008년 웅진그룹에 인수되어 웅진케미칼로 개칭되었다. 당시 새한그룹 회장과 부회장은 삼성그룹 창업주 이병철의 며느리 이영자와 손자 이재관이었다.
- 볼보건설기계(구 삼성중공업 중장비사업부) 1998년 IMF로 인하여 스웨덴 볼보가 중장비사업부문 매각으로 인한 잠정합의 되었다. 콘크리트펌프카사업은 전진중공업에 매각되었다. 지게차사업은 클라크에 매각되었다. 기중기사업은 일본 타다노에 매각되었다. 크롤라크레인사업은 일본 스미토모중기계에 매각되었다. 상용차부문은 닛산디젤(UD트럭)으로 이관.
- 삼성자동차(現 르노코리아자동차): 1995년 설립되었고, 누적되는 적자로 인해, 2000년 프랑스의 르노가 자산을 인수하였고, 청산하였다. 르노코리아자동차는 삼성그룹과 무관한 회사로, 삼성그룹은 나머지 지분 19.9%를 갖고 있으며, 삼성 브랜드를 임차해 주는 대신에 영업이익이 발생할 경우 매출의 0.8%를 로열티로 받고 있다.
- 중앙일보: 이병철이 1965년 9월 22일 창간한 신문사이다. 1999년부터 삼성과의 계열 분리를 통하여 현재는 관계가 없다. 다만, 위장 계열 분리를 했다는 주장이 제기되었다. 이건희의 부인인 홍라희의 동생, 홍석현이 이건희 회장을 통해 삼성 측에서 비자금을 받아서 삼성 계열사들이 가진 중앙일보 지분을 인수했다는 것이다.
- 동양방송: 1964년부터 1980년까지 존속했던 대한민국의 텔레비전 및 라디오 방송사였다. 1964년 5월에 라디오 서울(RSB)로 시작했으며, 같은 해 11월에 삼성그룹에 인수되면서 중앙방송(JBS)으로 이름을 바꿨다. 1970년대에 큰 성장을 기록하다가 1980년 언론 통폐합에 따라 KBS에 흡수되면서 동양방송의 명칭은 사라졌고, 라디오는 KBS 3라디오 및 KBS 2FM, 텔레비전은 KBS 2TV로 통합되었다.
- 한국휴렛팩커드: 1984년에 삼성전자와 미국 휴렛팩커드가 합작법인인 삼성휴렛팩커드를 설립하였다. 1995년에 현재의 사명으로 변경되었고, 1998년 삼성전자 지분 45%가 휴렛팩커드로 인수되어 삼성에서 완전히 분리되었다.
- 신공항하이웨이: 1995년 12월 6일에 삼성건설을 최대주주로 하여 신공항고속도로주식회사라는 상호로 설립하였고, 인천국제공항고속도로 운영 및 관리를 담당한다. 1998년 6월 30일 현재의 사명으로 변경되었고, 2004년 1월에 삼성물산 지분을 한국교직원공제회에 매각하면서 자회사에서 계열분리되었다.
- 삼성GE의료기기: 1985년 미국 GE와 합작회사 설립 1999년부터 GE헬스케어코리아로 계열분리되었다
- 삼성테크윈: 2015년 6월 한화그룹에 매각되었다.

## 경영진

### 고문
- 이수빈 (현 삼성글로벌리서치 상임고문, 전 삼성생명 회장)
- 권오현 (현 삼성전자 상임고문, 전 삼성전자 종합기술원 회장)
- 김기남 (현 삼성전자 고문, 전 삼성전자 대표이사 회장 겸 종합기술원 회장)

### 회장급
- 이재용  (삼성전자 회장 겸 삼성생명공익재단 이사장 겸 삼성문화재단 이사장)

### 부회장급
- 전영현 (삼성전자 대표이사 부회장 겸 DS부문장 겸 메모리사업부장 겸 SAIT원장)
- 정현호 (삼성전자 사업지원TF장 부회장)
- 최성안 (삼성중공업 대표이사 부회장)
- 김황식 (호암재단 이사장)

### 사장급
- 이인용 (삼성전자 CR담당 사장)
- 고한승 (삼성전자 미래사업기획단장 사장)
- 박학규 (삼성전자 사업지원T/F 담당 사장)
- 김상균 (삼성전자 법무실장 사장)
- 손영권 (삼성전자 최고전략책임자 겸 하만 이사회 의장)
- 용석우 (삼성전자 DS부문 영상디스플레이사업부장 사장)
- 이정배 (삼성전자 DS부문 메모리사업부장 사장)
- 강인엽 (삼성전자 DS부문 시스템LSI사업부장 사장)
- 한진만 (삼성전자 DS부문 파운드리사업부장 사장)
- 김용관 (삼성전자 DS부문 경영전략담당 사장)
- 남석우 (삼성전자 DS부문 CTO 사장)
- 이영희 (삼성전자 DX부문 브랜드전략위원 사장)
- 이원진 (삼성전자 DX부문 글로벌마케팅실장 사장)
- 이재승 (삼성전자 DX부문 생활가전사업부장 사장)
- 전동수 (삼성전자 DX부문 의료기기사업부장 사장 겸 삼성메디슨 대표이사 사장)
- 김영기 (삼성전자 DX부문 네트워크사업부장 사장)
- 노태문 (삼성전자 DX부문 무선사업부장 사장 겸 DX부문장 직무대행 겸 품질혁신위원장))
- 김원경 (삼성전자 DX부문 Global Public Affairs실장 사장)
- 황득규 (삼성전자 중국삼성 사장)
- 팀 백스터 (삼성전자 북미총괄 사장 겸 SEA 공동법인장)
- 이청 (삼성디스플레이 대표이사 사장)
- 최주선 (삼성SDI 대표이사 사장)
- 이준희 (삼성SDS 대표이사 사장)
- 장덕현 (삼성전기 대표이사 사장)
- 정진택 (삼성중공업 대표이사 사장)
- 남궁홍 (삼성엔지니어링 대표이사 사장)
- 홍원학 (삼성생명 대표이사 사장)
- 이문화 (삼성화재 대표이사 사장)
- 유정근 (삼성 라이온즈 대표이사 사장 겸 구단주)
- 박종문 (삼성증권 대표이사 사장)
- 김선 (삼성선물 대표이사 사장)
- 김우석 (삼성자산운용 대표이사 사장)
- 김이태 (삼성벤처투자 대표이사 사장)
- 이부진 (호텔신라 대표이사 사장 / 이건희 장녀)
- 한인규 (호텔신라 면세유통사업부문 사장)
- 오세철 (삼성물산 건설부문 대표이사 사장)
- 이재언 (삼성물산 상사부문 대표이사 사장)
- 정해린 (삼성물산 리조트부문 대표이사 사장 겸 삼성웰스토리 대표이사 사장)
- 김종현 (제일기획 대표이사 사장)
- 존 림 (삼성바이오로직스 대표이사 사장)
- 김경아 (삼성바이오에피스 대표이사 사장)
- 남궁범 (에스원 대표이사 사장)
- 한승환 (삼성그룹 의료사업일류화추진단장 겸 삼성생명공익재단 대표이사)
- 이서현 (삼성복지재단 이사장 겸 리움미술관 운영위원장 / 이건희 차녀)
- 김원준 (삼성글로벌리서치 대표이사 사장)
- 최윤호 (삼성글로벌리서치 경영진단실장 사장)
- 김재열 (삼성글로벌리서치 글로벌전략실장 사장 / 이서현 남편)

### 부사장급
- 이돈태 (삼성전자 디자인경영센터 부사장 겸 삼성디자인교육원 원장)
- 김형섭 (삼성전자 메모리사업부 DRAM PA 팀장)
- 박재홍 (삼성전자 파운드리 사업부 디자인 서비스 팀장)
- 송두헌 (삼성전자 메모리사업부 YE 팀장)
- 전세원 (삼성전자 매모리사업부 마케팅 팀장)
- 조병학 (삼성전자 시스템 L.S.I 사업부 기반설계팀장)
- 김동욱 (삼성전자 무선 사업부 SEVT 법인장)
- 추종석 (삼성전자 영상 디스플레이 사업부 영상 전략 마케팅 팀장)
 삼성그룹 미래전략실은 삼성그룹의 컨트롤 타워로서, 기존의 전략기획실이 삼성 특검 결과로 발표한 삼성 경영 쇄신안으로 인해 폐지되었다가 2010년 12월 다시 부활하면서 만들어진 조직이다.[16][17] 미래전략실장은 최지성 전 삼성전자 대표이사 부회장이 맡았다.[18] 박근혜-최순실 게이트로 인해 2017년 3월에 해체하였다.

## 재단

### 삼성생명공익재단
삼성생명공익재단은 삼성생명보험이 운영하는 공익사업 재단이다. 1982년 5월 사회복지법인 동방사회복지재단으로 설립되었다. 1991년 4월에는 그 명칭을 삼성생명공익재단으로 바꾸었다. 현재 의료사업, 보육사업, 노인복지사업 등을 진행하고 있다. 특히, 1983년 9월 종합병원 사업 시행 허가를 받았으며, 1994년 11월 서울 강남에 삼성서울병원을 개원했다.
한편 삼성생명공익재단은 삼성생명의 지분 일부를 보유하고 있으며, 전체 자산 중 10분의 1 가량을 계열사 주식에 투자하고 있는 것으로 알려졌다. 이와 관련해 면세혜택 등 경영 승계에 이용하기 위함이 아니냐는 논란이 있다.

### 삼성언론재단
삼성언론재단은 언론인 자질향상과 복지 증진에 기여하기 위하여 1995년 12월 5일 설립허가를 받아 12월 9일 설립등기를 받아, 이건희 회장이 100억원, 삼성전자가 100억원 총 200억원을 출자하여 설립된 문화체육관광부 소관의 재단법인이다. 사무실은 서초구 서초2동 1321-15 삼성생명 서초타워 19층에 있다. 주요 사업은 언론인 양성 및 자질향상을 위한 지원사업과 국내외 언론인의 교류사업이다.
정준호 과장은 1998년 11월초 모 증권사에서 재단기금 227억원중 3억원을 인출, 주식에 투자하는 등 2000년 8월까지 모두 40여 차례에 걸쳐 재단기금 208억원을 횡령한 혐의로 1심에서 징역 8년에 벌금 10억원의 중형과 손해배상액 1백23억원의 배상명령을 받았다. 2002년 2월 28일, 자산총액을 약 40억원으로 축소하였다.

### 호암재단
호암재단은 삼성 창업주인 호암 이병철의 유지를 받들어 국가와 인류에 공헌 할 수 있는 사업을 펼치기 위해 이건희 삼성 회장이 1997년 6월에 설립한 공익법인이다. 현재 김황식 전 국무총리가 이사장을 맡고 있다.

### 삼성복지재단
1989년 12월에 설립된 삼성의 재단법인으로 삼성어린이집 등 보육 사업에 재정적 지원을 하고 있다. 삼성 이재용 회장의 여동생 이서현이 이사장을 맡고 있다.

## 평가

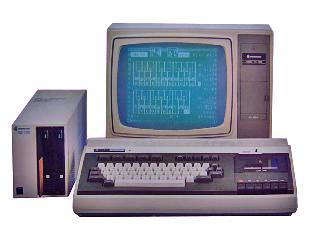
SPC-1000, 1982년에 소개되었다. 삼성의 첫 번째 개인용 컴퓨터(personal computer,PC)였다. (한국 시장에서만 해당) 데이터를 로딩하고 저장하기 위해 마그네틱 카세트 테이프를 사용했고, 플로피 드라이브는 옵션이었다.

삼성은 대한민국 경제에 직접적인 영향을 미치는 직접 수출 부문에서 2000년에 312억 달러로 한국 총 직접 수출부문의 18.1%를 담당했고, 2004년에는 527억 달러 20.7%를 차지했다. 또한 2003년 납세액은 6조 5천억 원으로, 대한민국 정부 조세 예산에서 6.3%에 해당하는 금액을 납부했다.
삼성 측은, 삼성그룹이 실제 그룹이 아니라 삼성물산에서 시작되는, 역사를 같이 하는 기업의 모임으로 설명하고 있으며 이는 전 세계적으로도 알려져 있다. 또한 한국에서 노조 없는 회사로도 알려져 있다. 삼성은 직원들의 내부 신뢰수준 향상과 노사간의 건전한 조직문화 활성화 프로그램인 GWP(Great Workplace) 운동을 1998년 삼성전자 반도체총괄부문이 처음 도입한 뒤로 2003년부터 계열사별로 GWP를 도입하고 있다. 삼성화재, 삼성SDI, 삼성에버랜드, 삼성물산, 제일모직, 삼성네트웍스 등이 그러하다. 특히, 2006년에는 삼성전자 9개 자회사와 80개 해외법인, 130개 해외사업장으로 GWP를 확대 적용한다고 발표했다.
삼성은 영국 인터브랜드와 미국 비즈니스위크가 공동 선정한 세계 기업 브랜드가치 평가에서 2000년 43위(52억달러), 2001년 42위(64억달러), 2002년 34위(83억달러), 2003년 25위(108억달러), 2004년 21위(125억달러), 2005년 20위(149억달러), 2015년 7위(379억달러)를 기록했다.
삼성그룹은 삼성생명 등 금융 관계사 위주로 운영되어 오던 컴플라이언스 프로그램(CP) 제도를 삼성전자 등 전 계열사로 확대하는 등 준법감시경영을 전면 도입할 전망이다.

## 비판 및 논란
삼성은 사회 각층에 로비를 벌이고 있다는 의혹이 있어서 '한국은 삼성 공화국이다'라는 말로 비판을 받는 경우가 간혹 있다. 2007년 10월 30일 삼성의 전 법무팀장이었던 김용철의 삼성 비자금 관련 폭로로 검찰 및 시민단체에 전방위적 로비를 하고 있다는 주장이 제기되어 삼성특검을 실시되었다.
삼성그룹이 연루된 주요 사건들은 다음과 같다.
- 사카린 밀수 사건
- 구포역 열차 전복 사고

### 무노조경영
삼성은 경영과 운영에서 노동조합의 결성을 억제하는 정책을 가지고 있다. 그래서, 삼성그룹의 계열사에는 노동조합이 없다고 알려져 있지만 사실은 그렇지 않다. 삼성그룹의 삼성생명, 삼성화재, 삼성카드, 삼성중공업, 삼성정밀화학, 호텔신라, 에스원, 삼성엔지니어링에 모두 노조가 존재한다. 그러나, 노동조합은 실제 노동자들이 결성한 것이 아니고 회사측에서 문서상의 노동조합을 설립한 것이고 그렇지 않는 노동조합은 기업의 인수합병시 피인수 기업에 존재하던 노동조합이다.
삼성의 인사업무를 맡고 있는 수원삼성SDI 소속의 신모 차장은 과거 노조를 만들려다 해고된 류모 씨의 집에 고성능 도청기로 도청하다 발각당하며 한겨레신문에 기사가 나고 고소당하였다.
이건희 회장은 "삼성이 인정하지 않는 것은 노조가 아니라 노조의 필요성"이라고 하였고, "삼성은 노사 안정을 실천하려는 삼성의 강력한 의지에 따라 노사문제를 예방적으로 해결하고 있고, 업계 최고의 처우를 보장하고, 노사협의회를 효과적으로 운영하고 있으며, 공정한 인사제도를 가지고 있기 때문에 노동조합이 필요없다"고 주장하고 있다.
그러나 복수노조 허용과 이재용 구속 이후 노조 설립이 활발해졌다.

### 삼성 비자금 의혹 관련 특별검사
특별 수사 과정에서 광범위한 차명계좌 거래 사실이 확인돼 경영일선에서 퇴진했던 배호원 전 삼성증권 사장은 2009년 인사에서 삼성정밀화학 사장으로 복귀했다. 경영권 불법승계 혐의에 연루돼 기소된 유석렬 삼성카드 사장은 삼성토탈 사장이 됐다. 삼성의 정보수집과 로비업무를 총괄했던 장충기 전 전략기획실 부사장은 사장으로 승진해서 삼성 브랜드 관리위원장을 맡게 됐다.

### 이건희 과징금 조세저항
이건희 회장의 차명재산(약 4조 원 이상)을 '실명전환 후 좋은 일'에 쓰기로 약속돼 있지만 최소 3000억 원에서 최대 6000억 원이 모자란다. 삼성 측이 금융실명법을 지키지 않고 과징금을 납부 하지 않고 있다.

### 삼성 비자금 관련 폭로
삼성 비자금 관련 폭로 사건에서 삼성화재가 빼돌린 미지급 보험금(고객의 돈)을 다시 고객의 몫으로 되돌려 놓았다는 말이 아직 없다. 미지급 보험금 횡령 혐의로 조준웅 특별검사가 기소한 황태선 전 삼성화재 대표이사에 대해 집행유예가 확정됐다. 금융감독원은 삼성 비자금 의혹 사건과 관련해 삼성화재에 기관주의 조치를 했다고 밝혔다.

### 삼성그룹 일가 병역면제
삼성그룹 총수 일가의 병역면제율이 73%에 이르러 재벌 가족중에 가장 높다.
- 1998년부터 2012년까지 공정위가 주요 조사방해 행위와 관련해 과태료를 부과한 16건 중 6건이 삼성계열사에서 일어났다. 1998년에는 삼성자동차와 임직원의 조사거부 및 방해(과태료 1억2000만원)가 있었고 2003년은 삼성카드가 허위보고, 허위자료 제출(2000만원)을 했다. 2005년은 삼성토탈 직원의 조사 방해(1억8500만원)도 있었다. 삼성전자는 2005년과 2008년 조사 방해로 5000만원, 4000만원의 과태료를 각각 부과받았으며 2011년의 방해행위로 2012년에 사상 최고액인 4억원의 과태료를 부과받았다.[46]

### 의료민영화 관련 논란
정부가 추진중인 의료 민영화 정책의 최대 수혜자가 삼성그룹이 될 것이라는 논란이 있다. 삼성그룹은 삼성의료원을 필두로 삼성생명, 삼성화재(금융업), 삼성메디슨(의료기기), 삼성바이오로직스(제약), 365홈케어(건강관리), 삼성전자/삼성종합기술원/삼성테크윈/삼성SDS/삼성네트웍스(U-health) 등의 계열사를 소유하고 있으며 2009년부터 헬스케어 산업에 매우 공격적인 투자를 하고 있다. 의료 민영화 정책은 자본이 부족해 의료 사업을 추진하지 못하는 대형병원이 자본투자를 받아 헬스케어산업에 뛰어들 수 있는 길을 열어주고 삼성, 현대와 같이 이미 진출해 있는 기업이 보다 손쉽게 기업활동을 할 수 있도록 규제를 풀어준 것이라는 것이 주된 평가이다.

## 스포츠 스폰서십

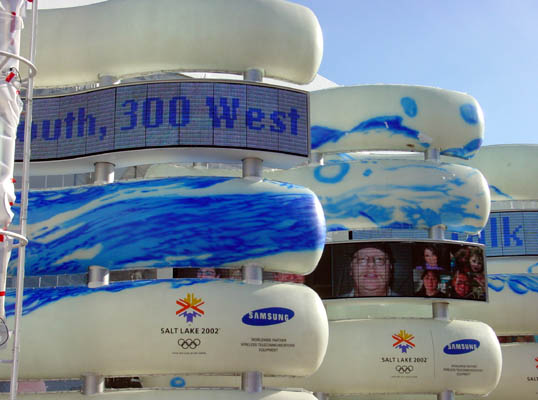
2002년 동계 올림픽에 전시된 삼성 홍보물

삼성그룹은 대한민국에서 최대 규모로 프로·아마추어팀을 보유하고 있다. 2014년부터 수원 삼성 블루윙즈와 서울 삼성 썬더스, 용인 삼성생명 블루밍스가 제일기획 산하로 편입되었고, 2015년에는 대전 삼성화재 블루팡스가, 2016년에는 삼성 라이온즈가 제일기획 산하로 들어와 삼성 프로스포츠 구단은 모두 제일기획 산하에서 운영하게 되었다.
국내외에서 다양한 스폰서 활동을 벌이고 있다. 대한민국 내에서는 대한체육회 산하 기초 종목 경기 단체를 지원함으로써 기초 종목 선수들이 운동할 수 있는 환경과 기초 종목 발전에 이바지하고 있다. 대한민국을 제외한 외국에서는 올림픽, 아시안 게임 등 세계적인 대회의 공식 스폰서로 참여하고, 프로팀들의 스폰서로 활동하면서 활발한 스포츠 마케팅을 펼치고 있다.

## 관련 서적
- 《삼성을 생각한다》, 김용철 저, 사회평론, 2010, ISBN 978-89-6435-050-8

## 같이 보기
- 서초 삼성타운
- 대한민국 기업 목록
- 르노코리아
- 삼성스포츠
- CJ그룹
- 신세계그룹
- 중앙그룹